# C6orf10
C6orf10 é uma proteína que em humanos é codificada pelo gene C6orf10. C6orf10 é um quadro de leitura aberto no cromossomo 6 contendo uma proteína que é ubiquamente expressa em baixos níveis no genoma adulto e pode desempenhar um papel durante o desenvolvimento fetal.